# 戈赫
戈赫（德語：Goch，發音：[ɡɔx] ⓘ）是德国北莱茵-威斯特法伦州杜塞尔多夫行政区克莱沃县的城市，与荷兰接壤，面积115.43平方千米，2023年12月31日人口为35,520人。

## 姊妹城市
- 英格兰 安多弗
- 荷蘭 迈厄赖斯塔德（原費赫爾）
- 波蘭 新托梅希尔乡（英语：Gmina Nowy Tomyśl）
- 法國 勒东